# Judeus do Iêmen
Os judeus iemenitas (chamados também Teimanim em hebraico: יהודים תימנים, em Árabe: اليهود اليمنيون), são os povos judeus que vivem ou viveram alguma vez no Iêmen. Entre junho de 1949 e setembro de 1950, a grande maioria da população judaica do Iêmen emigrou ao Estado de Israel na Operação Tapete Mágico (em hebraico: כנפי נשרים), (transliterado: Kanfei Nesharim), (em português: Asas de Águia). Depois de várias ondas de perseguição em todo Iêmen, a grande maioria dos judeus iemenitas agora vive em Israel, enquanto que as comunidades menores vivem nos Estados Unidos e em outros lugares. Só um pouco ficou no Iêmen. Os poucos judeus que ficaram no Iêmen sofreram um antissemitismo intenso e violento todos os dias. Em 2022, só havia um judeu no Iêmen.
Os judeus iemenitas possuem uma tradição religiosa única que os diferencia dos judeus asquenazi, os judeus sefarditas e outros grupos judeus. Foram descritos como «os mais judeus de todos os judeus» e «os que melhor conservaram a língua hebraica». Os judeus iemenitas estão dentro da categoria dos judeus mizrahim («orientais»), porém são diferentes dos outros mizrahim que sofreram um processo de assimilação total ou parcial por parte da liturgia e costume sefardita. O subgrupo Shami dos judeus iemenitas adotou um rito influenciado pelos sefarditas, isto se deve principalmente ao que se lê e não ocasionou uma mudança demográfica ou cultural geral entre a grande maioria dos judeus iemenitas.
Segundo a tradição, os judeus chegaram pela primeira vez no Iêmen quando foram exilados depois da destruição do Primeiro Templo de Jerusalém. Provas arqueológicas mostram que houve uma grande comunidade presente no Iêmen 2300 anos atrás. No século XI, O Iêmen era governado pelo rei judeu Yusuf Dhu Nuwas. Conhecido por sua rigorosa educação religiosa, os judeus do Iêmen parecem com muitos rabinos e eruditos judeus de outras terras durante sua grande diáspora no Iêmen, inclusive o sábio medieval Maimónides, cujas leis chegaram a definir as práticas religiosas dos judeus iemenitas. As famílias judias no Iêmen têm suas origens em diferentes tribos judaicas e linhagens, e dois principais subgrupos se instalaram com o tempo: Baladi e Shami. A comunidade Baladi manteve os costumes religiosos iemenitas únicos e antigos, enquanto que a comunidade Shami foi historicamente influenciada por místicos medievais da terra de Israel. 
Os judeus iemenitas começaram a emigrar à Terra Santa em 1880. Para a fundação do Estado de Israel, quase a metade dos judeus iemenitas já tinha mudado a Israel, enquanto que a grande maioria emigrou durante os anos subsequentes. Depois de várias ondas de perseguição no Iêmen, a maioria dos judeus iemenitas agora vive em Israel, enquanto que as comunidades menores moram nos Estados Unidos e em outros lugares, ascendendo a mais ou menos de 400.000. Só ficaram poucos no Iêmen. Ali, os judeus se formaram nos trabalhos especializados. Algumas famílias continuaram a transmissão dos conhecimentos de geração em geração, e a prataria e arte decorativa do estilo judeu iemenita é ainda popular hoje em dia em Israel e outros lugares.

## Bibliografía
- La historia de los judíos de Yemen Rav Menajem Levine, Aishlatino
- HaCohen, Dvora (1 de abril de 2003). Immigrants in turmoil: Mass immigration to Israel and its repercussions in the 1950s and after. Col: Modern jewish history (em inglês). [S.l.]: Syracuse University Press. 342 páginas. ISBN 9780815629900 Parâmetro desconhecido |traductor= ignorado (ajuda); Parâmetro desconhecido |ubicación= ignorado (|local=) sugerido (ajuda)